# Vũ Viết Triều
Vũ Viết Triều (sinh ngày 23 tháng 2 năm 1997) là một cầu thủ bóng đá người Việt Nam hiện thi đấu ở vị trí hậu vệ cho câu lạc bộ Hồng Lĩnh Hà Tĩnh tại V.League 1.

## Danh hiệu

### Câu lạc bộ
Bình Định
- V.League 2

 Vô địch: 2020
- Cúp Quốc gia Việt Nam

 Á quân: 2022
- Thiên Long Tournament

 Á quân: 2023